# Bērzciems
Bērzciems är en ort i Lettland.   Den ligger i kommunen Engures Novads, i den västra delen av landet, 70 km nordväst om huvudstaden Riga. Bērzciems ligger 4 meter över havet och antalet invånare är 260.
Terrängen runt Bērzciems är mycket platt. Havet är nära Bērzciems åt nordost.  Närmaste större samhälle är Engure, 9,8 km söder om Bērzciems.